# Цекомир Воденичаров
Цекомир Влайков Воденичаров, д.м.н., е български професор в областта на общественото здраве.

## Биография
Роден е на 18 март 1949 г. в София, България. Семеен, с една дъщеря. Завършва с отличие медицина в Медицинския университет (МУ) – София през 1973 г. През 1979 г. придобва специалност по социална медицина

## Кариера
Започва академичното си развитие като асистент в Катедра „Социална медицина“ на Медицинския факултет към МУ–София. През 1990 г. е избран за доцент, а през 1995 г. – за професор. Той е основател и първи декан на Факултета по обществено здраве на МУ–София, който през 2020 г. с решение на Академичния съвет е преименуван на Факултет по обществено здраве „Проф. д-р Цекомир Воденичаров, дмн“.

## Дисертации
Има два защитени дисертационни труда:
- За образователна и научна степен „доктор“ (тогава кандидат на науките) – 1981 г. на тема „Социални аспекти при избора на лекарска професия“

- За доктор на науките – 1989 г. на тема „Съвременни проблеми на професионализацията на лекарските кадри“

## Награди
Носител на редица награди, някои от по-важните от тях са следните:
- „Златен Хипократ“
- „Златна Панацея“
- Златен медал на БЧК
- Почетен знак на БЛС
- орден „Св. св. Кирил и Методий“